# Pysznogłówka

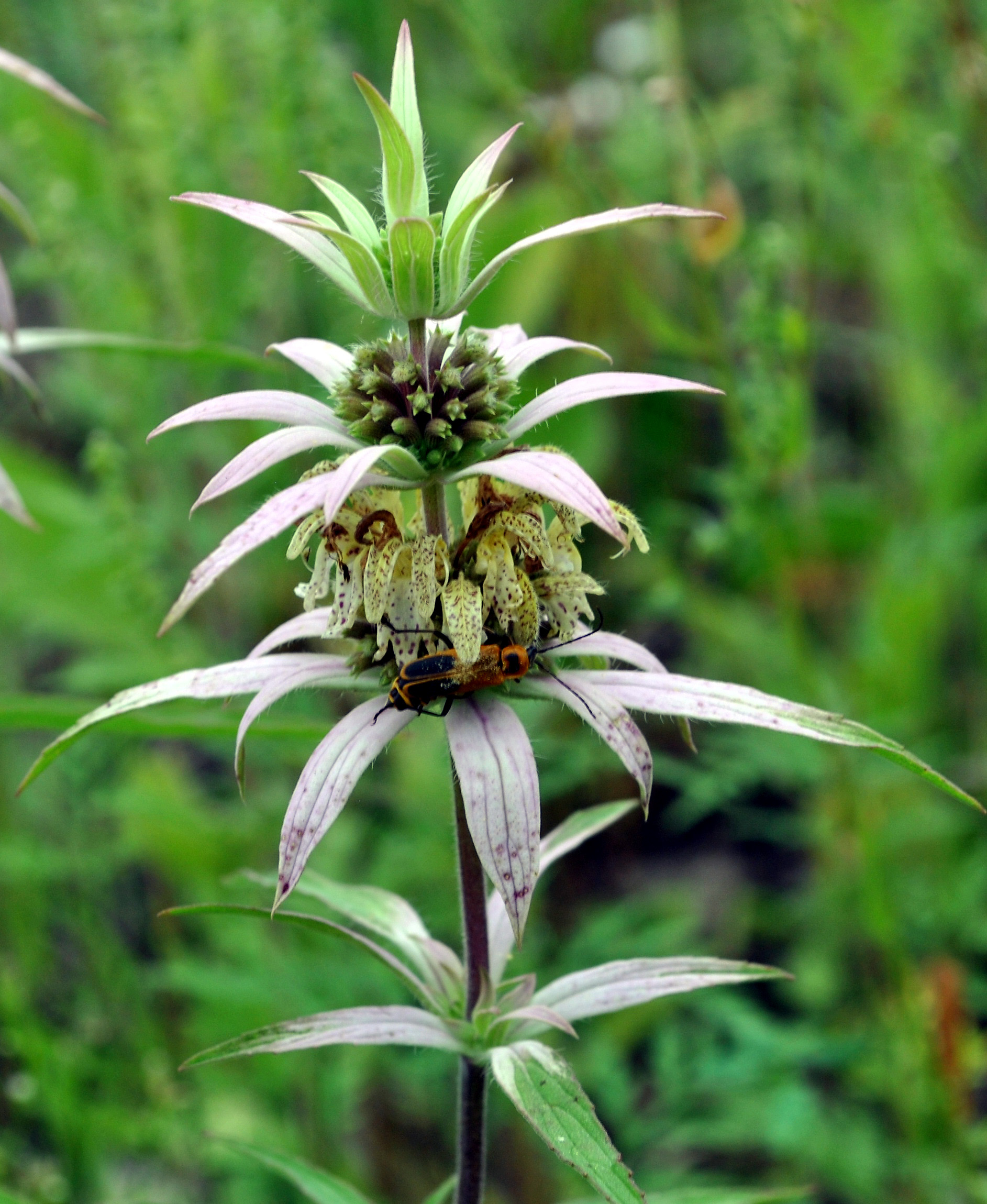
Monarda punctata

Pysznogłówka (Monarda L.) – rodzaj roślin należących do rodziny jasnotowatych. Obejmuje w zależności od źródła od ok. 12, 16 do 22 gatunków. Wszystkie te rośliny rosną dziko w Ameryce Północnej na obszarze od Kanady po Meksyk. Zasiedlają lasy, prerie i suche pola. Szereg gatunków został rozprzestrzeniony jako uprawne, także spotykane w uprawie w Polsce. 
Niektóre gatunki są uprawiane jako rośliny ozdobne, zwłaszcza spotykana w licznych odmianach pysznogłówka szkarłatna M. didyma. Są to rośliny miododajne, licznie odwiedzane przez pszczoły. Są też stosowane do przyrządzania aromatycznych herbatek i potpourri. Wykorzystywane są ze względu na silny aromat jako przyprawa w kuchni (zwłaszcza pysznogłówka szkarłatna, cytrynowa M. citriodora i dęta M. fistulosa). Mają także zastosowanie w ziołolecznictwie. 

## Morfologia

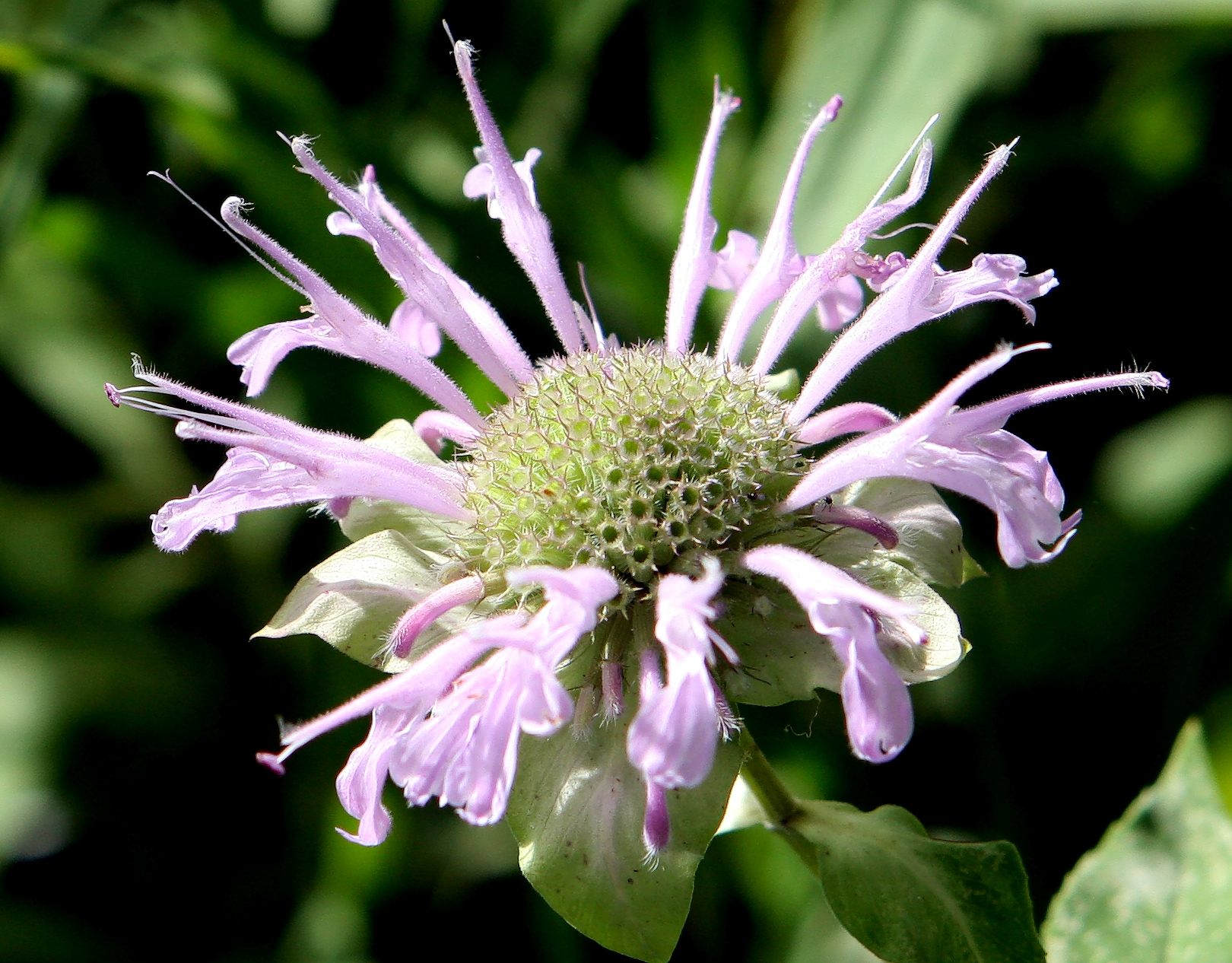
Monarda fistulosa

PokrójByliny o płożących kłączach osiągające do 1,2 m wysokości, także rośliny jednoroczne.
LiścieUlistnienie naprzeciwległe. Liście ogonkowe, karbowane lub ząbkowane.
KwiatyZebrane w gęstych okółkach w szczytowej części pędu, rozdzielonych wydłużonymi międzywęźlami, zwykle wsparte liściastymi przysadkami, czasem barwnymi. Kielich zrosłodziałkowy, z 5 ząbkami na szczycie, z 13 do 15 wiązkami przewodzącymi. Korona biała, żółta, różowa, czerwona lub fioletowa. U nasady zrośnięte płatki tworzą rurkę rozszerzającą się ku gardzieli, zakończoną łatkami tworzącymi dwie wargi. Górna warga z dwóch łatek jest prosto ku górze wzniesiona, równowąska lub kapturkowata. Dolna warga składa się z trzech łatek, z dolną wyraźnie większą od bocznych. Cztery pręciki w dwóch parach, wystające lub nie z rurki korony. Zalążnia złożona z dwóch owocolistków, dwukomorowa, w każdej komorze z dwoma zalążkami. Szyjka słupka pojedyncza, z dwudzielnym znamieniem o nierównych ramionach.
OwoceCzterodzielne rozłupnie, rozpadające się na cztery pojedyncze rozłupki.

## Systematyka
Pozycja systematyczna
Rodzaj z rodziny jasnotowatych (Lamiaceae Lindl.) w obrębie której zaliczany jest do podrodziny Nepetoideae, plemienia Mentheae i podplemienia Menthinae.
Wykaz gatunków
- Monarda bartlettii Standl.
- Monarda bradburiana Beck – pysznogłówka Bradbury'ego[10]
- Monarda citriodora Cerv. ex Lag. – pysznogłówka cytrynowa[10]
- Monarda clinopodia L.
- Monarda clinopodioides A.Gray
- Monarda didyma L. – pysznogłówka szkarłatna, p. dwoista[10][12]
- Monarda eplingiana Standl.
- Monarda fistulosa L. – pysznogłówka dęta[10][12]
- Monarda fruticulosa Epling
- Monarda humilis (Torr.) Prather & J.A.Keith
- Monarda lindheimeri Engelm. & A.Gray
- Monarda luteola Singhurst & W.C.Holmes
- Monarda maritima (Cory) Correll
- Monarda media Willd.
- Monarda × medioides W.H.Duncan
- Monarda pectinata Nutt. – pysznogłówka grzebieniasta[10]
- Monarda pringlei Fernald
- Monarda punctata L. – pysznogłówka kropkowana[12]
- Monarda russeliana Nutt.
- Monarda scabra Beck.
- Monarda stanfieldii Small
- Monarda viridissima Correll